# Sexy robótica
Sexy robótica es el segundo sencillo oficial de iDon el tercer álbum de estudio del cantante puertorriqueño Don Omar. Fue lanzado el 5 de junio de 2009. Originalmente esta canción fue seleccionada como el primer sencillo, pero posteriormente los productores decidieron que "Virtual Diva" fuera el primero y "Sexy Robótica" el segundo sencillo del disco respectivamente.

## Vídeo musical
El video musical fue filmado en Miami y fue dirigido por Carlos R. Pérez quien también hizo el video musical de Virtual Diva. El video musical alcanzó el puesto #1 de los más descargados en iTunes en la primera semana de su lanzamiento.

### Trama
En el video, el edificio Vera en el centro de Miami se transformó en un misterioso complejo subterráneo. A través del video, atractivos bailarines son una mezcla de energía y actividades sensuales representadas en varias escenas en las que Don Omar interpreta "Sexy Robótica", el video musical fue lanzado en el sitio web oficial de Don Omar Universal Music en 10 de julio.

## Lista de canciones
Descarga digital
1. "Sexy Robótica" (Album Version) – 3:54

## Listas
| Lista (2009)                          | Mejor posición |
| ------------------------------------- | -------------- |
| Colombia Airplay (EFE)                | 10             |
| U.S. Billboard Latin Tropical Airplay | 6              |
| U.S. Billboard Hot Latin Songs        | 20             |
| Venezuela Singles Chart               | 1              |
| Venezuela Latin Chart                 | 1              |